# La Pedregosa
La Pedregosa är en ort i Mexiko.   Den ligger i kommunen La Huacana och delstaten Michoacán de Ocampo, i den södra delen av landet, 270 km väster om huvudstaden Mexico City. La Pedregosa ligger 677 meter över havet och antalet invånare är 106.
Terrängen runt La Pedregosa är huvudsakligen kuperad, men norrut är den bergig. Runt La Pedregosa är det glesbefolkat, med 16 invånare per kvadratkilometer. Närmaste större samhälle är La Huacana, 13,1 km väster om La Pedregosa. Trakten runt La Pedregosa består till största delen av jordbruksmark.